# 我的身體變得透明！？隱形藥與坎坷的命運
《我的身體變得透明！？隱形藥與坎坷的命運》是HULOTTE在2020年3月27日發售的戀愛冒險類型成人遊戲。

## 故事簡介
待雪晴季是個秉持著「享受&快樂」哲學的高中二年級生，並崇拜著網路偶像葛葉千歲，某天葛葉千歲在網路上舉辦抽獎，晴季幸運的成為當選者，並從千歲手中得到了謎樣的藥，而藥的功能是使人變得透明。

## 登場角色
待雪晴季
作品男主角，桃明學園二年級生，學生會副會長。在升學時搬到堂姐家生活。一直奉行者「享受&快樂」的哲學，對於網路偶像葛葉千歲十分著迷。
待雪亞芽（聲：白雪碧）
晴季的堂姐與同班同學，也是班上的班長。個性不坦率，但擅於照顧人，在晴季得到能隱形的藥之後，成了晴季首要的偷窺對象。
葛葉千歲（聲：金丸芽衣子）
網路上極有人氣的超級偶像，能夠隨時在網路直播，但沒人見過真面目，在辦了抽獎後給了當選的晴季變透明的藥，之後亦不時出現在晴季面前。
四葉琥珀（聲：上原葵）
晴季的同班同學，有著冰山美人氣質的女孩，實際上有著坦率的一面。
綾目七夕莉
晴季的學姐，學生會長，個性開朗且充滿自信。運動神經超群，經常幫忙各個社團活動，和晴季如同朋友般親近。
高城冬羽（聲：七坂真理）
晴季的學妹，學生會書記，個性開朗樂觀，總是做辣妹打扮，能和晴季毫無隔閡的交談。

## 主題曲
片頭曲「Clearly」
作詞、主唱：Duca，作曲、編曲：
片尾曲「Precious」
作詞、主唱：Duca，作曲、編曲：竹下智博

## 外部連結
- 《我的身體變得透明！？隱形藥與坎坷的命運》遊戲官網 （页面存档备份，存于）（日語）